# 安东尼奥·拉马莱茨
安东尼奥·拉马莱茨（Antoni Ramallets Simón，1924年7月1日—2013年7月30日）是一名西班牙足球運動員以及足球教練，退役前他是一名守门员。他長期效力於巴塞罗那足球俱乐部，並且五次奪得萨莫拉奖。他還曾代表西班牙國家足球隊出戰1950年國際足協世界盃。